# Arte concreta

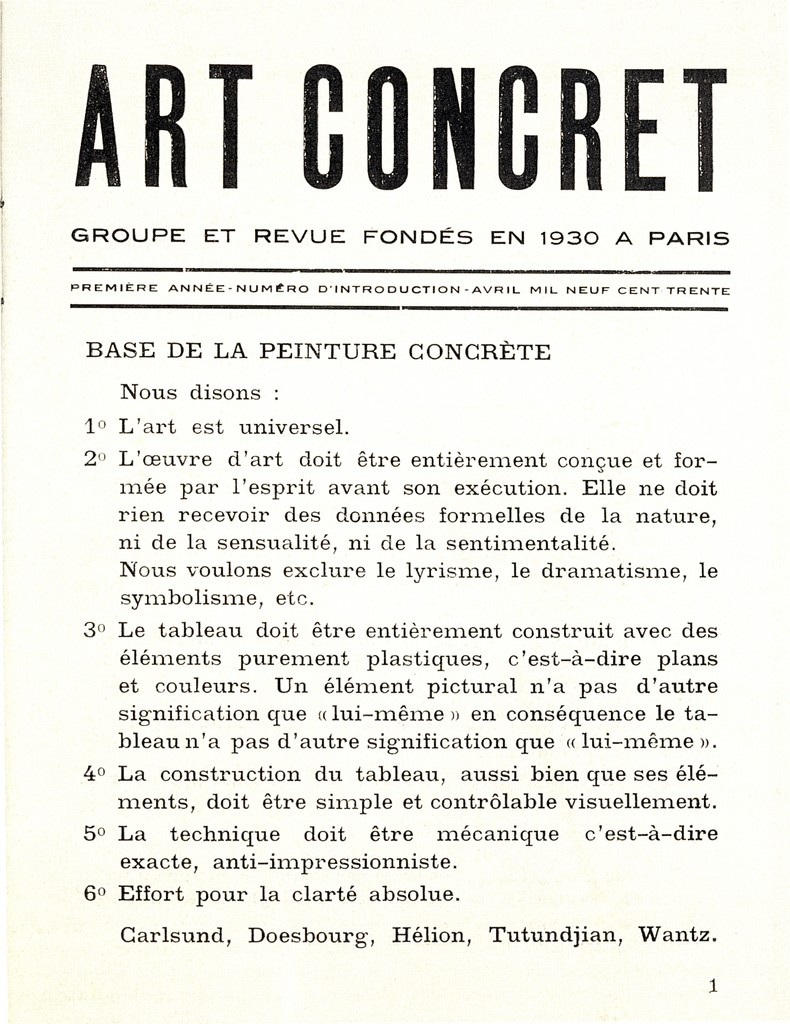
Manifesto da Arte concreta de Theo van Doesburg.

A Arte concreta surgiu na Europa, no início do século XX, com a intenção de produzir obras que usassem elementos próprios das linguagens. A princípio: planos e cores. As se difundir para outras linguagens, a Arte Concreta passou a trabalhar com superfícies, sons, silêncios, enquadramentos cenográficos etc. Foram despendidos profundos esforços na criação de uma linguagem autônoma, que não precisasse manter relação com os temas tradicionalmente figurativistas.
Formas geométricas dominavam as experiências plásticas da primeira fase. A vanguarda russa, o construtivismo, o suprematismo, a Bauhaus, o Neoplasticismo (De Stijl) entre outros, foram movimentos que continham ideias da arte concreta em suas formas de expressão, antes mesmo do manifesto de Theo van Doesburg ter sido escrito.

## Manifesto da Arte concreta
O termo foi usado por Theo van Doesburg em Paris, no Manifesto da Arte concreta. Na revista Art Concret, fundada em 1930, ele lançou as bases conceituais do movimento: 
- A arte é universal;
- A obra de arte deve ser inteiramente concebida e formada pelo espírito antes de sua execução;
- O quadro deve ser inteiramente construído com elementos puramente plásticos, isto é, planos e cores. Um elemento pictural só significa a 'si próprio' e, consequentemente o quadro não tem outra significação que ''ele mesmo'';
- A construção do quadro, assim como seus elementos, deve ser simples e controlável visualmente;
- A técnica deve ser mecânica, isto é, exata, anti-impressionista;
- Esforço pela clareza absoluta.[3]